# 沃夸
沃夸（法語：Vauquois，法語發音：[vokwa]）是法国默兹省的一个市镇，位于该省中北部，属于凡尔登区。

## 地理
沃夸（49°12'11"N, 5°4'21"E）面积8.14 平方千米，位于法国大東部大區默兹省，该省份为法国西北部内陆省份，北与比利时接壤，西接马恩省和阿登省，南至上马恩省和孚日省，东临默尔特-摩泽尔省。
与沃夸接壤的市镇（或旧市镇、城区）包括：欧布雷维尔、阿沃库尔、布勒耶、谢皮。
沃夸的时区为UTC+01:00、UTC+02:00（夏令时）。

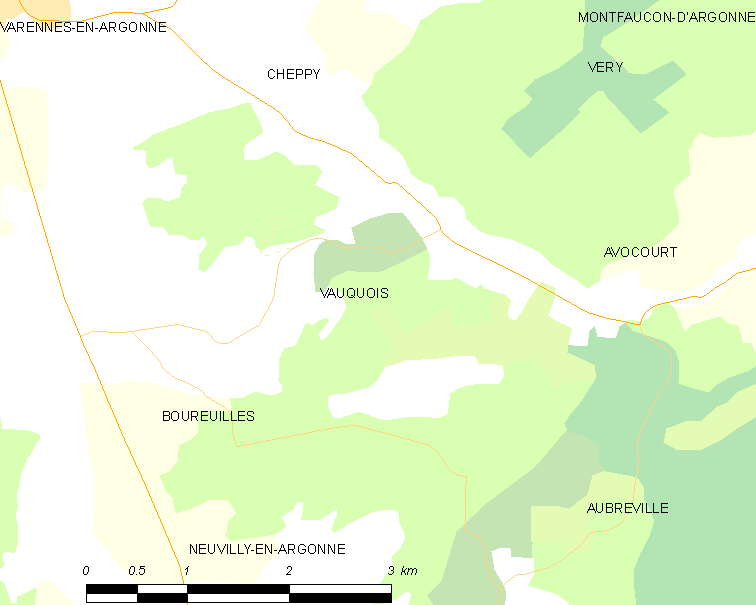
沃夸的OSM定位图

## 行政
沃夸的邮政编码为55270，INSEE市镇编码为55536。

## 政治
沃夸所属的省级选区为阿戈讷地区克莱蒙县。

## 人口

1962-2008年间沃夸人口变化图示

沃夸于2022年1月1日时的人口数量为23人。